# Wippelgem
Wippelgem is een landelijk dorp en woonkern in Evergem, in de Belgische provincie Oost-Vlaanderen. Het dorp ligt langs de R4 tussen Gent en Zelzate.
Het staat bekend om zijn Gerardsmolen, de jaarlijkse Lattenkoers (kermis, rond 15 augustus).

## Geschiedenis
De naam "Wippelgem" gaat wellicht terug tot de 6e of 7e eeuw en is afgeleid van de Frankische persoonsnaam Wipula; de naam moet oorspronkelijk iets als *Wipulingahaim geluid hebben, wat zoveel betekent als 'woonplaats van de Wipulingen (volgelingen van Wipula)'.
Vanaf de 13e eeuw wordt Wippelgem reeds vermeld in enkele geschriften en maakte toen al deel uit van het graafschap Evergem. Het was doormidden gesneden door de Schipgracht (vanaf 1480-1500 Borgravenstrom, nu Burgravenstroom). Daardoor behoorde een deel tot de wijk "Elslo", een ander deel tot de wijk "Over-het-water".
Er lagen verschillende landgoederen: Goed ten Broeke (vermeld in 1351), Goed ten Woestijne (Woestine - Rostlijne, 1371), Goed ten Hulle (kasteel Van Crombrugghe - Ten Bos, 1375), Goed ten Hageland, De molen (1647, vanaf 1863 Gerardsmolen).

## Bezienswaardigheden
- De Gerardsmolen, een windmolen
- De Onze-Lieve-Vrouw-ten-Troostkerk
- Het Goed ten Broeke
- Het Kasteel ten Bos

## Natuur en landschap
Wippelgem ligt in Zandig Vlaanderen op een hoogte van 5 tot 8 meter. Het oosten is sterk geïndustrialiseerd door de aanwezigheid van de Haven van Gent.

## Vervoer
Ten oosten van de dorpskern loopt de N458 (Wippelgem Dorp / Drogenbroodstraat) en parallel de R4 (de grote ring rond Gent) met ernaast (ten westen) fietssnelweg F40.
Vanaf eind 2022 verbinden twee fietsbruggen (Zandekenbrug en Hultjenbrug) de F40 in Kluizen, respectievelijk Wippelgem met het havengebied aan de oostkant van de R4.

## Bekende Wippelgemnaars
- Luc De Vos, zanger van de popgroep Gorki

## Nabijgelegen kernen
Doornzele, Langerbrugge, Evergem, Sleidinge, Kluizen

## Trivia
Wippelgem stond centraal in een sketch tijdens de eerste aflevering van Willy's en Marjetten, waarin Luc De Vos het dorp "uitdaagde" voor Fata Morgana.
Deelgemeenten: Ertvelde · Evergem · Kluizen · Sleidinge

Overige dorpen: Belzele · Doornzele · Kerkbrugge-Langerbrugge · Rieme · Wippelgem

Wijken en gehuchten: Daasdonk · Hoeksken · Hulleken · Kerkbrugge · Langerbrugge · Meerbeke · Molenhoek · Oostmoer · Singel · Tervenen · Weegse · Zandeken

Belgische gemeenten · Arrondissement Gent · Oost-Vlaanderen · Vlaanderen